# يوسوكي نيشي
يوسوكي نيشي (باليابانية: 西 洋祐) (12 مايو 1983 في سنداي في اليابان – )؛ هو لاعب كرة قدم ياباني سابق كان يلعب كلاعب وسط.

## وصلات خارجية
- يوسوكي نيشي على موقع رابطة كرة القدم اليابانية للمحترفين (اليابانية)
- يوسوكي نيشي على موقع عالم كرة القدم.نت (الإنجليزية)